# Germain Rampont
Pour les articles homonymes, voir Rampont (ruisseau) et Rampont.
Germain-François-Sébastien Rampont-Léchin (25 novembre 1809, Chablis - 24 novembre 1888, Paris) est un homme politique français.

## Biographie
Étudiant en médecine lors la révolution de juillet 1830, il prit part aux journées de juillet 1830, puis, reçu docteur médecin en 1834, s'établit à Leugny. Chef de l'opposition libérale sous Louis-Philippe, il fut élu, le 4 juin 1848, représentant de l'Yonne à l'Assemblée constituante, en remplacement de Cormenin qui avait opté pour la Seine. Il fit partie du comité de l'agriculture. 
Non réélu à la Législative, il ne se rallia pas à l'Empire, s'occupa d'agriculture, devint conseiller général de son canton en 1861, échoua comme candidat d'opposition dans la 1re circonscription de l'Yonne, le 1er juin 1863, et ne fut pas plus heureux, le 18 novembre 1865, à l'élection partielle nécessitée par le remplacement de d'Ornano décédé. Il fut élu député de cette même circonscription, le 24 mai 1869, prit place à gauche, signa la demande d'interpellation des 116, et vota contre le plébiscite et contre la guerre. 
Nommé, le 6 septembre 1870, directeur général des postes, il créa le service des aérostats et des pigeons-voyageurs dans Paris assiégé, et tenta de communiquer avec la province en immergeant un câble dans la Seine. Élu, le 8 février 1871, représentant de l'Yonne à l'Assemblée nationale, il prit de nouveau place à gauche. Après avoir conclu des conventions postales avec l'Allemagne (1871), avec la Russie (novembre 1872) et avec les États-Unis (décembre suivant), il fut révoqué de ses fonctions de directeur après la chute de Thiers, le 9 août 1873. 
Élu, le 15 décembre 1875, sénateur inamovible par l'Assemblée nationale, il siégea à la gauche modérée, vota contre la dissolution de la Chambre demandée par le ministère de Broglie, le 23 juin 1877, soutint la politique scolaire et coloniale des ministères républicains, se prononça pour l'expulsion des princes, et mourut en 1888, à 79 ans.